# エドモント・ライッタ

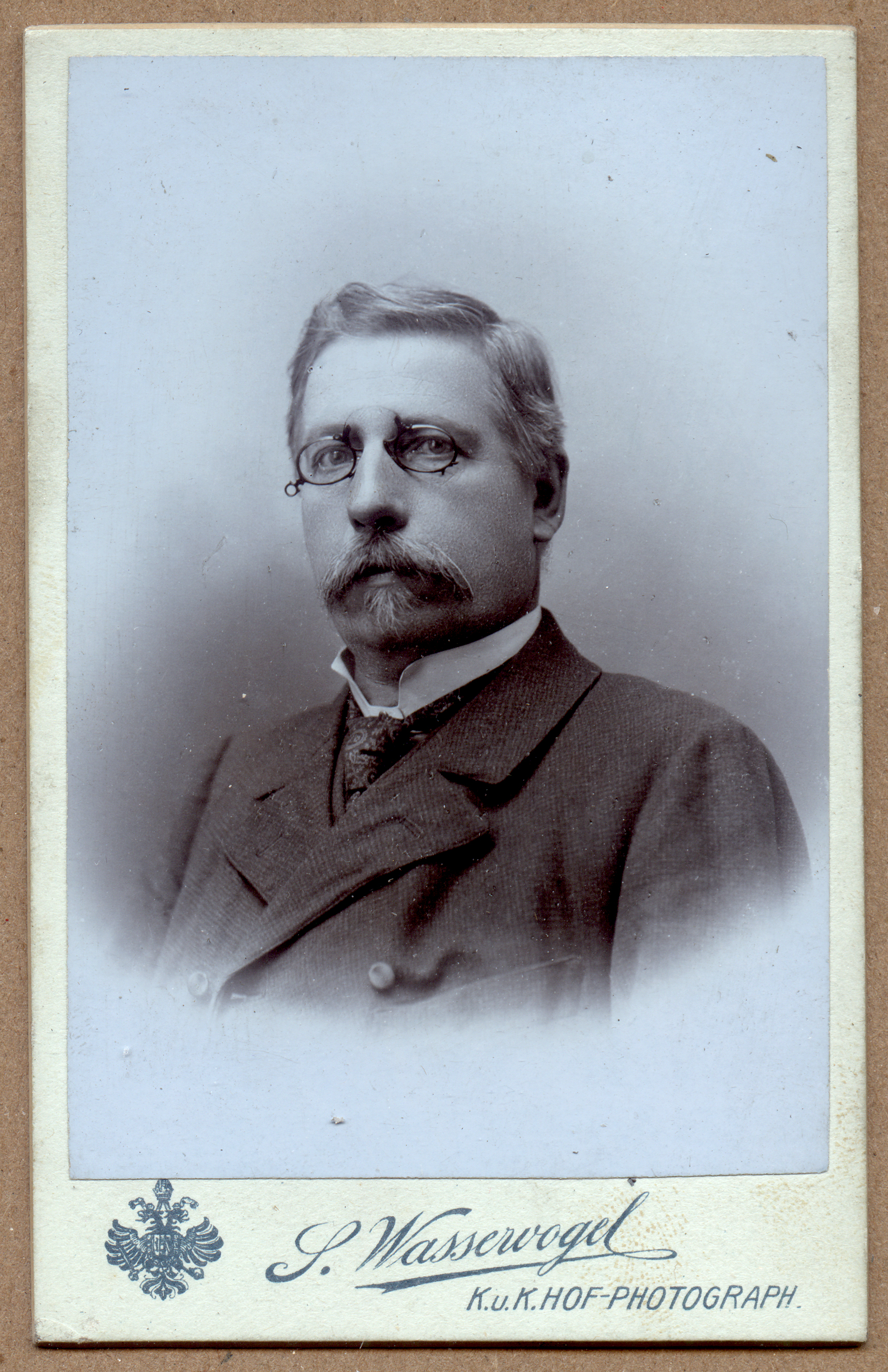
Edmund Reitter

エドモント・ライッター（Edmund Reitter、1845年10月22日 - 1920年3月15日）はオーストリアの昆虫学者、収集家、昆虫商である。

## 略歴
現在のチェコ共和国のミュクリッツの森林管理官の息子に生まれた。高等教育をうけずに、農業関係の仕事の傍ら、昆虫の収集を行い、はじめ蝶を収集し、後に甲虫の収集に移った。1867年に当時、有名な甲虫の研究家、ルードヴィッヒ・ミラー（Ludwig Miller）、ロミニク（Marian von Lomnick）らと採集旅行を行った。当時、昆虫の収集を趣味とする人々が増え、昆虫や標本の流通が商売として成立するようになっていたので、1879年にライッターはウィーンに研究所を設立し、採集旅行を行い、コーカサスやアメリカ、シベリア、モンゴルに代理人をおいて、甲虫のコレクションを作り上げた。
旧北区（ユーラシア大陸のヒマラヤ山脈以北の領域他）の甲虫の専門家であり、雑誌『ウィーン昆虫学新聞』（Wiener Entomologischen Zeitung）を編集した。ドイツ一般・応用昆虫学会（Deutsche Gesellschaft für allgemeine und angewandte Entomologie）やシレジア昆虫学協会など各国の昆虫学会の名誉会員に選ばれた。
ライッターの収集した30,000以上の甲虫の標本は、ブダペストの自然史博物館に保存されている。

## 著作
- Die Käfer des Deutschen Reiches 5 Bände, Stuttgart K. G. Lutz 1908 - 1917 (digital: Edmund Reitter: Fauna Germanica - Die Käfer des Deutschen Reiches, Digitale Bibliothek Band 134, Directmnedia Publishing GmbH, Berlin 2006. ISBN 3-89853-534-7)

## 著書の画像

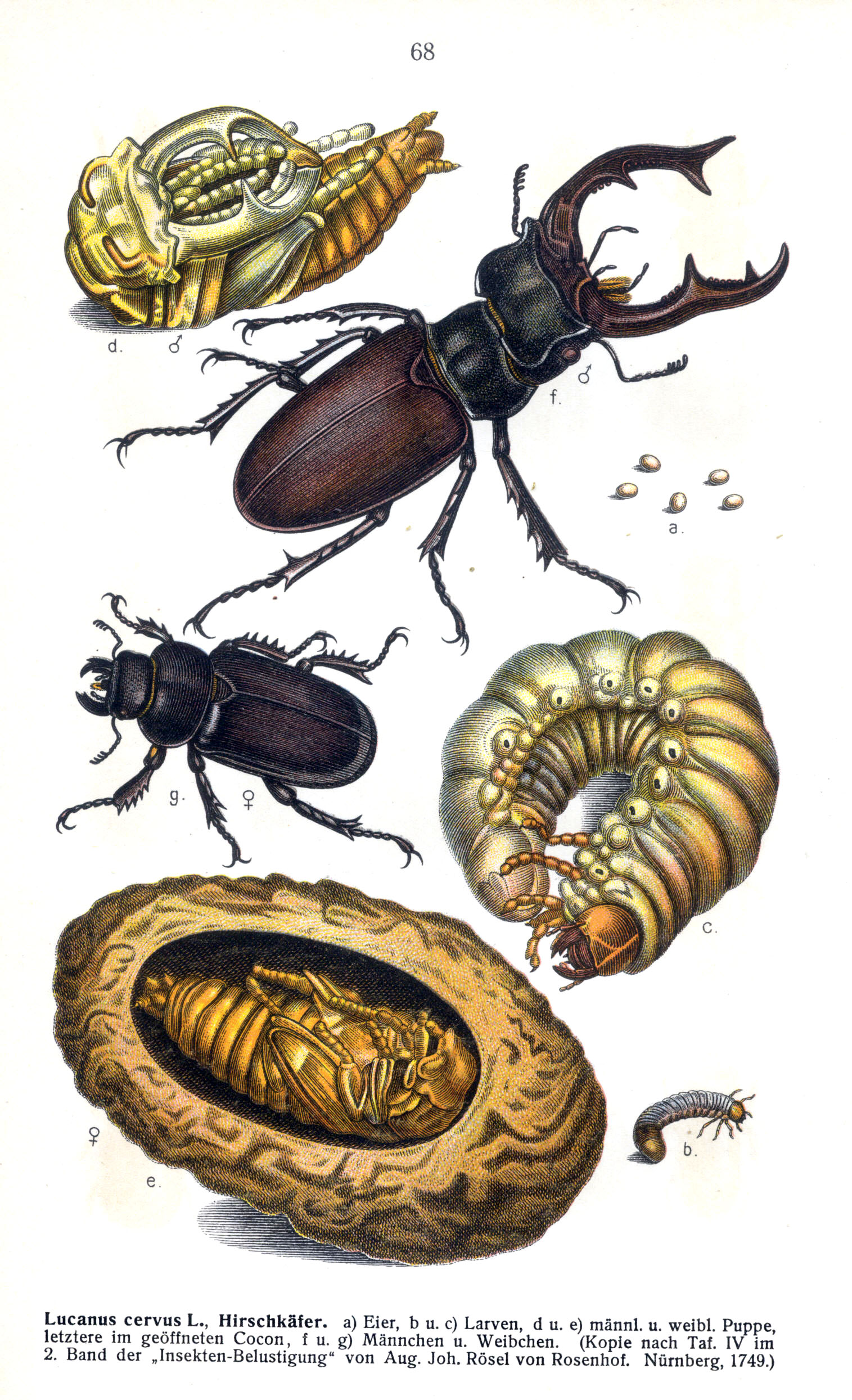
クワガタムシ
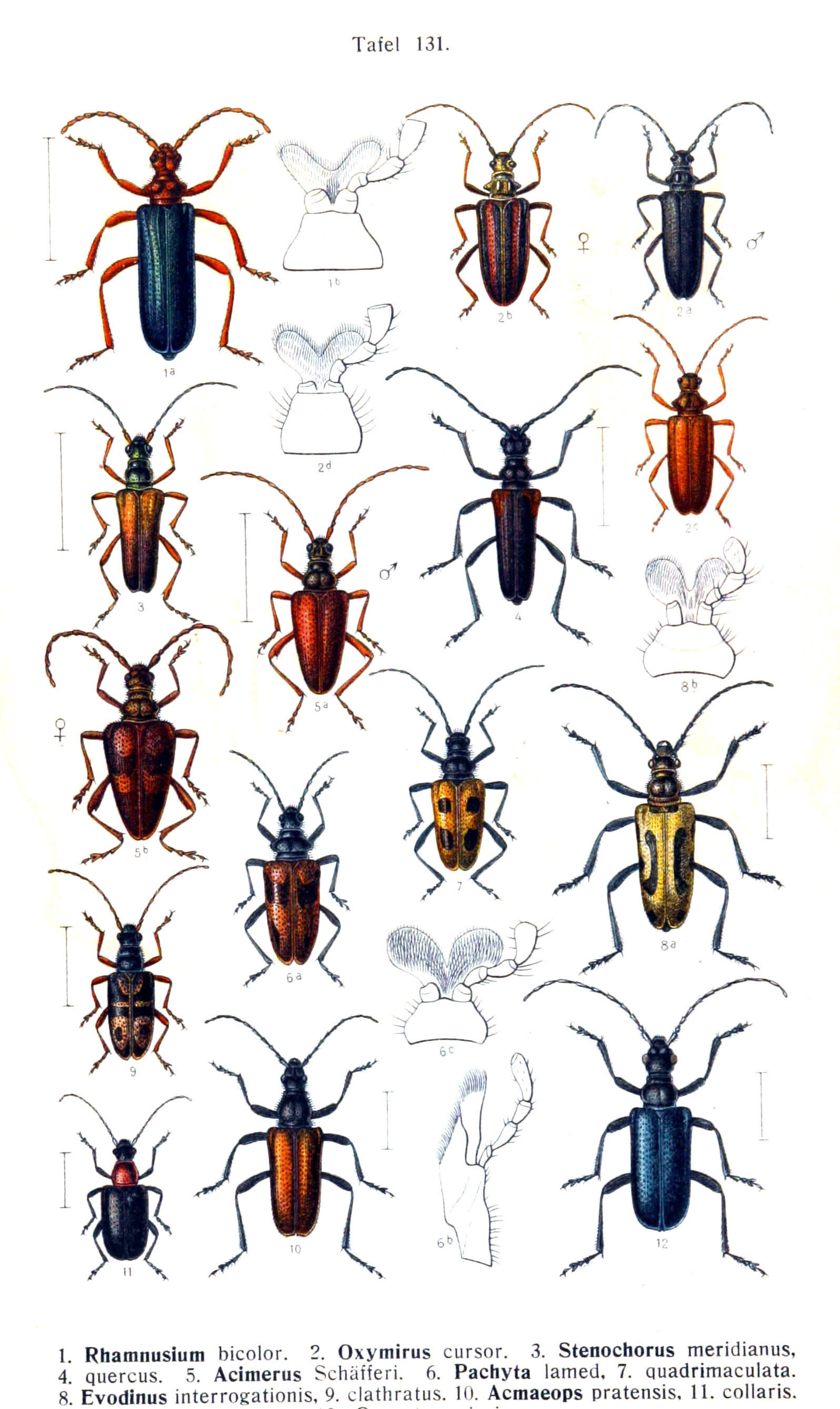
オサムシ
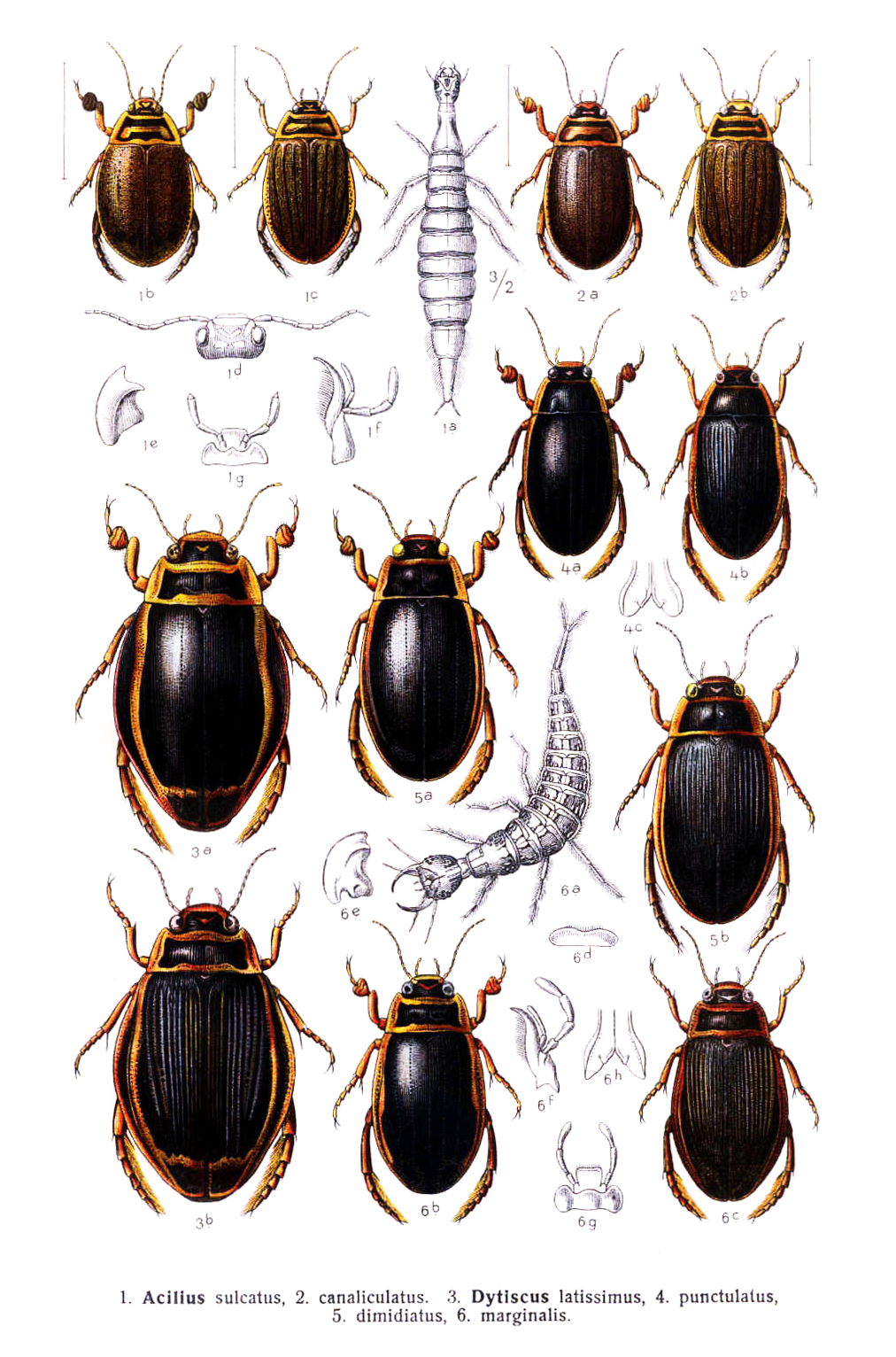
ゲンゴロウ類
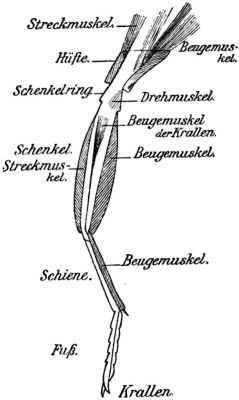
甲虫の足の詳細